# وی۴۴۵ کشتی‌دم
وی۴۴۵ کشتی‌دم یک ستاره است که در صورت فلکی کشتی‌دم قرار دارد.